# Carlia sukur
Carlia sukur es una especie de escincomorfos de la familia Scincidae.

## Distribución geográfica
Es endémica de la isla Sukur, situada al norte de la isla de Flores (Indonesia).